# Pseudeuclea cribrosa
Pseudeuclea cribrosa är en skalbaggsart som beskrevs av Schwarzer 1931. Pseudeuclea cribrosa ingår i släktet Pseudeuclea och familjen långhorningar. Inga underarter finns listade i Catalogue of Life.